# Embolomeri
Gli embolomeri (Embolomeri) sono un gruppo estinto di rettiliomorfi, un tempo considerati anfibi primitivi.
Questi animali si originarono da un tetrapode simile a un anfibio nel Carbonifero inferiore (Mississippiano), e sopravvissero per tutto il periodo successivo (Permiano), estinguendosi nella grande estinzione del Permiano - Triassico, che portò alla scomparsa di circa il 90 per cento delle specie presenti sul pianeta al di fuori degli amnioti. L'ultimo embolomero noto è Seroherpeton, della fine del Permiano.
Il loro nome trae origine dalle caratteristiche vertebre, formate da due strutture cilindriche (intercentro e pleurocentro).

## Tassonomia
```
 o †
Anthracosauria

    |?- †
Silvanerpeton

    |?- †
Eldeceeon

    `--o †
Embolomeri

       |?-o †Gephyrostegida 
       |  `?-o †Gephyrostegidae
       |     |-- †
Gephyrostegus
 
       |     |-- †
Bruktererpeton

       |     `-- †
Eusauropleura
 
       `--+-- †
Eoherpeton
  
          |-- †
Crassigyrinus

          `--+-- †
Anthracosaurus
 
             `--+--o †Proterogyrinidae
                |  |?- †
Papposaurus

                |  `-- †
Proterogyrinus
 
                |-- †
Seroherpeton

                |--o †Eogyrinidae
                |  |-- †
Calligenethlon

                |  |-- †
Carbonerpeton

                |  |-- †
Diplovertebron

                |  |-- †
Eogyrinus

                |  |-- †
Leptophractus

                |  |-- †
Neopteroplax

                |  |-- †
Palaeoherpeton

                |  |-- †
Pholiderpeton

                |  `-- †
Pteroplax

                `--o †Archeriidae
                   |-- †
Archeria

                   |-- †
Cricotus

                   `-- †
Spondylerpeton
```

## Galleria d'immagini

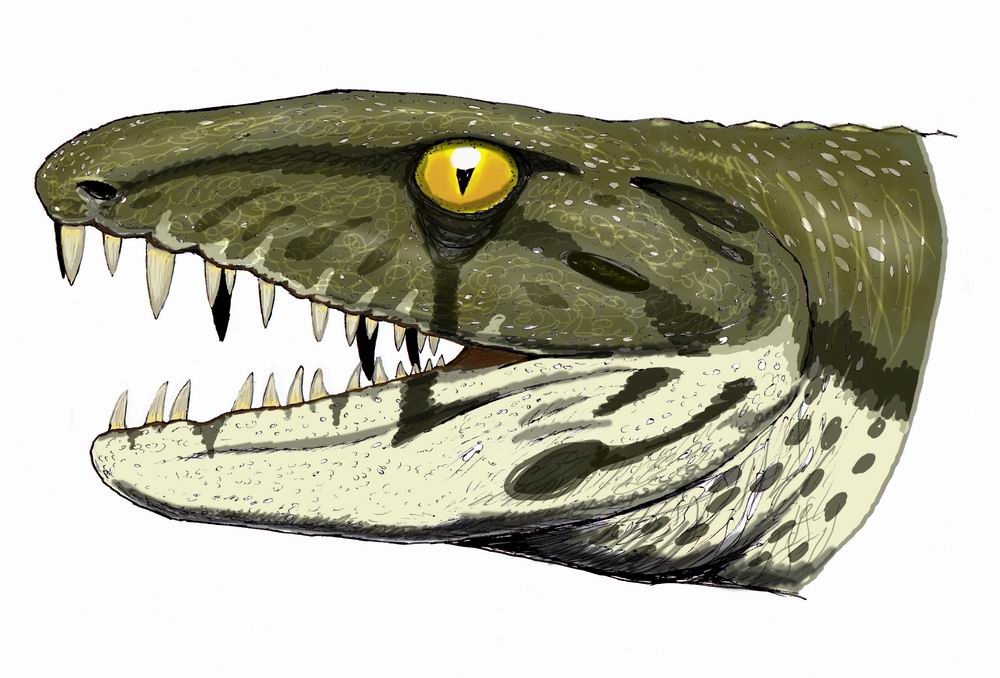
Anthracosaurus
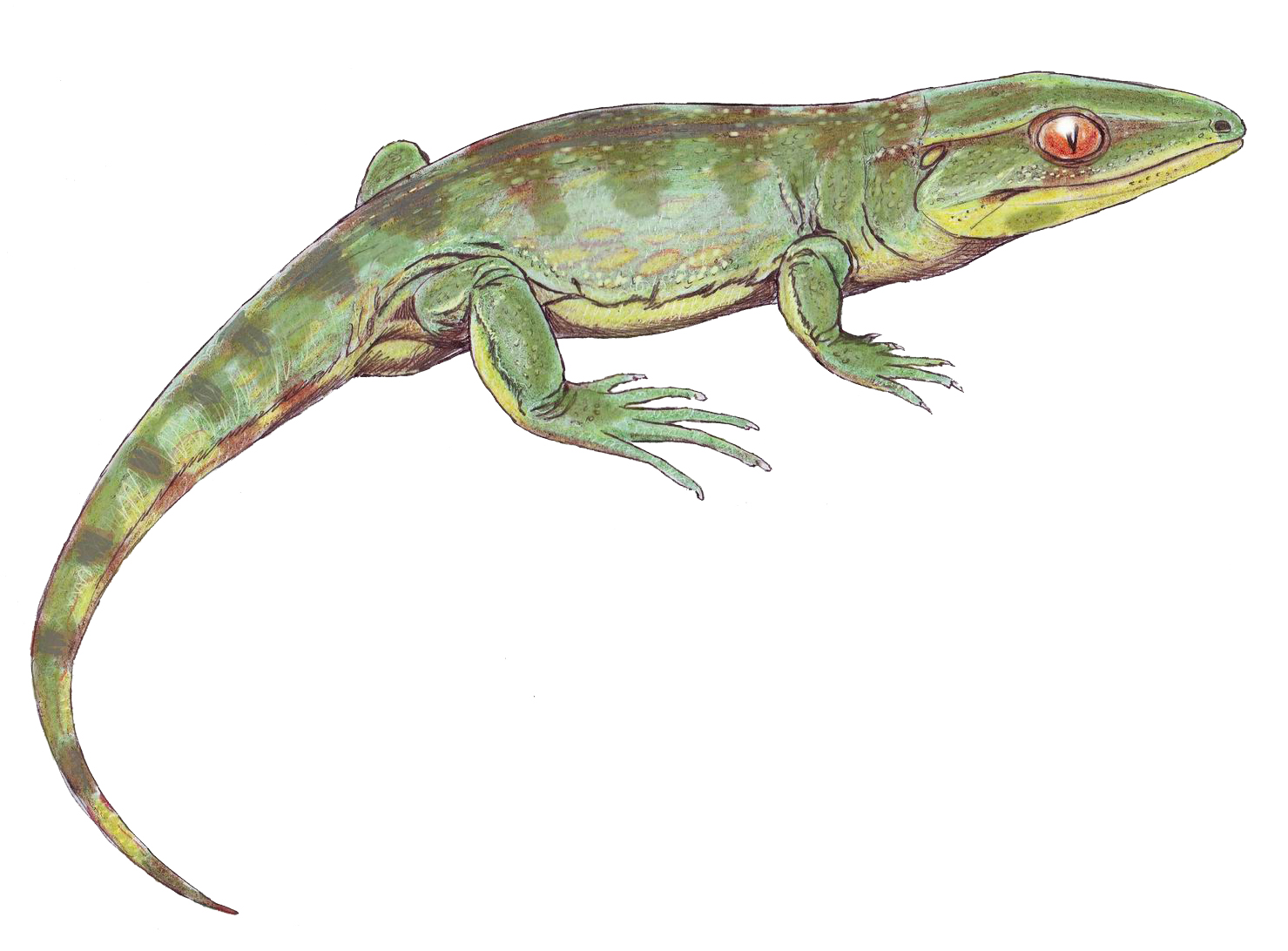
Gephyrostegus
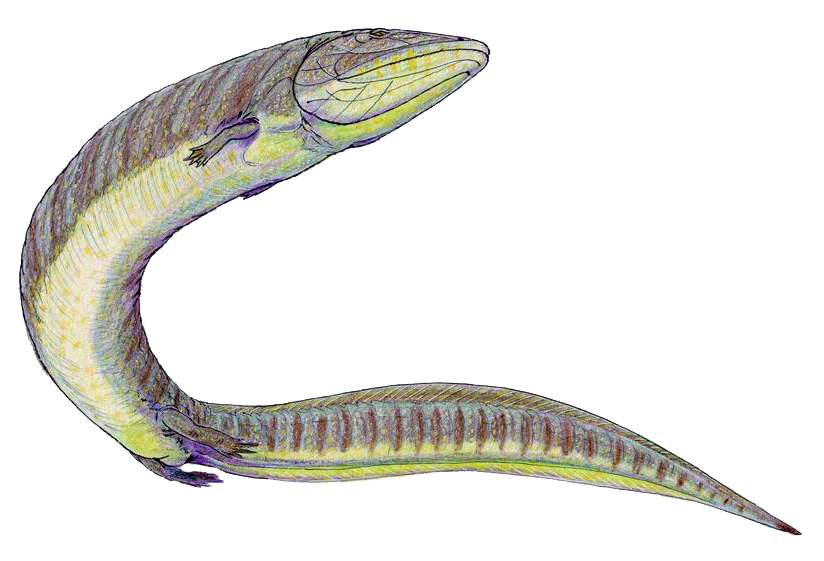
Pteroplax
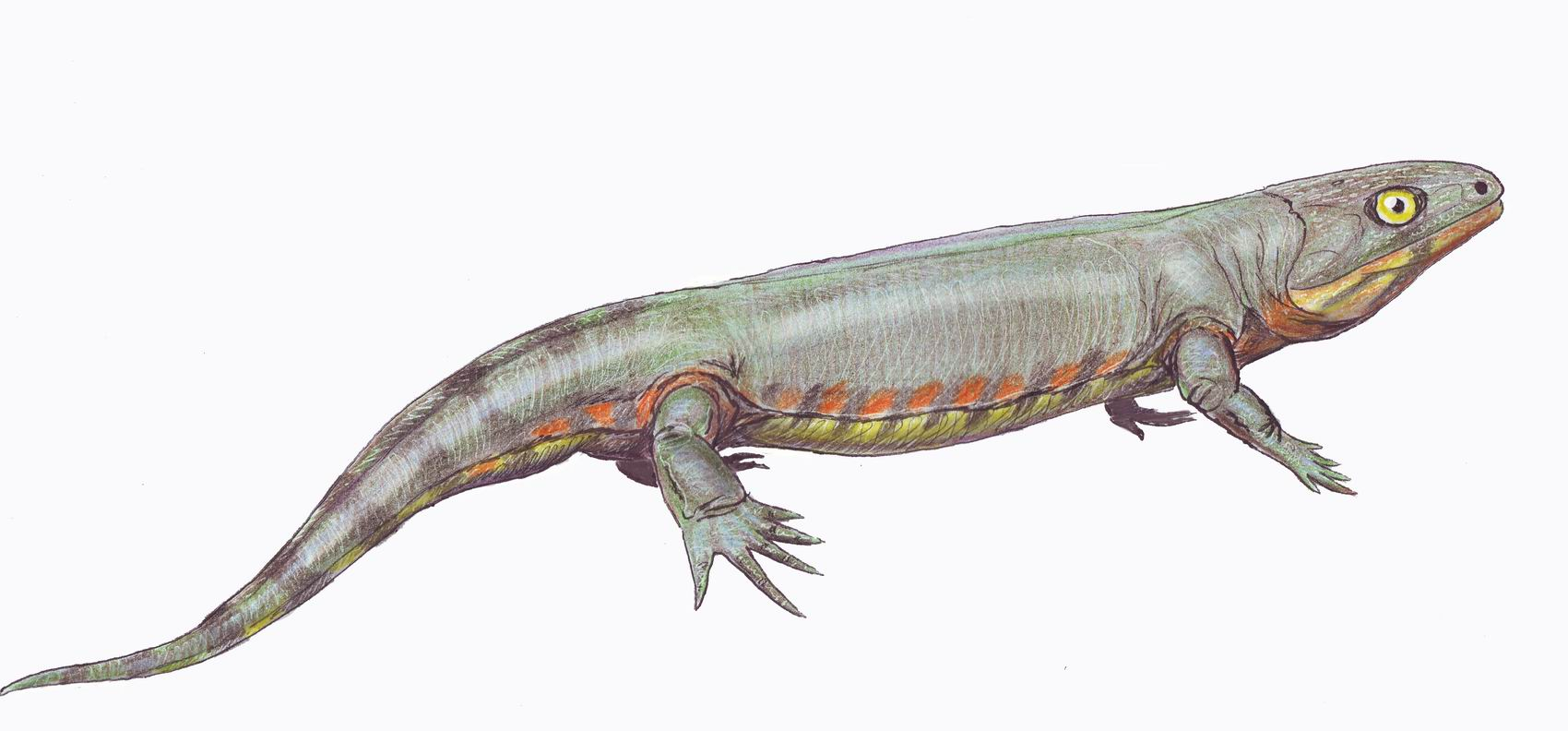
Silvanerpeton